# Андреа Гонзага
Вижте пояснителната страница за други личности с името Андреа Гонзага.
Андреа Гонзага (на италиански: Andrea Gonzaga; † 1686) от род Гонзага e граф на Сан Паоло.

## Произход
Той е най-малкото дете на Феранте II Гонзага (1563 – 1630), херцог на Гуастала и на Амалфи, и на съпругата му Витория Дория, дъщеря на адмирал Джовани Андреа I Дория и племенница на Андреа Дория. Има пет братя и две сестри:
- Дзенобия (* 1588, † 1618), херцогиня на Теранова като съпруга на Джовани III Арагонски Талявия
- Чезаре II (* 1592, † 1632), херцог на Гуастала, съпруг на Изабела Орсини
- Витория, монахиня в Парма
- Изабела, монахиня в Гуастала
- Филипо († 1616), религиозно лице
- Франческо (* 1593, † 1643), военен, съпруг на Франческа Орниети
- Джанетино (* 1601, † 1649), религиозно лице
- Винченцо (* 1602, † 1697), вицекрал на Сицилия от 1677

## Биография
Андреа купува от баща си феодите Серакаприола, Киеути и Сан Паоло през 1626 г. и става граф на Сан Паоло.

## Брак и потомство
∞ за Лаура Криспиано от маркизите на Фузара, от която има двама сина и четири дъщери:
- Джовани Гонзага, ∞ за Иполита Каваниля, дъщеря на Джироламо Каваниля, маркиз на Сан Марко
- Винченцо Гонзага (* 1634, Гуастала; † 1714 пак там), херцог на Гуастала, ∞ 1. за Теодора Порция Гуиди ди Баньо, от която няма деца ∞ 2. 1679 за Мария Витория Гонзага (* 9 септември 1659, Гуастала; † 5 септември 1707, Венеция), от която има 1 сина и 3 дъщери
- Елеонора Гонзага († 1715), игуменка на манастира „Сан Грегорио Армено“ в Неапол
- Витория Гонзага, монахиня в манастира „Сан Грегорио Армено“ в Неапол
- Антония Гонзага († 1711), игуменка на манастира „Сан Грегорио Армено“ в Неапол
- Фаустина Гонзага, монахиня в манастира „Сан Грегорио Армено“ в Неапол